# Rosa ermanica
Rosa ermanica — вид рослин з родини розових (Rosaceae).

## Поширення
Поширений у Грузії.